# Lazacvörös kalászhal
A lazacvörös kalászhal (Glossolepis incisus) a sugarasúszójú halak (Actinopterygii) osztályának a kalászhalalakúak (Atheriniformes) rendjébe, ezen belül a Melanotaeniidae családjába tartozó faj.
Nemének a típusfaja.

## Képek

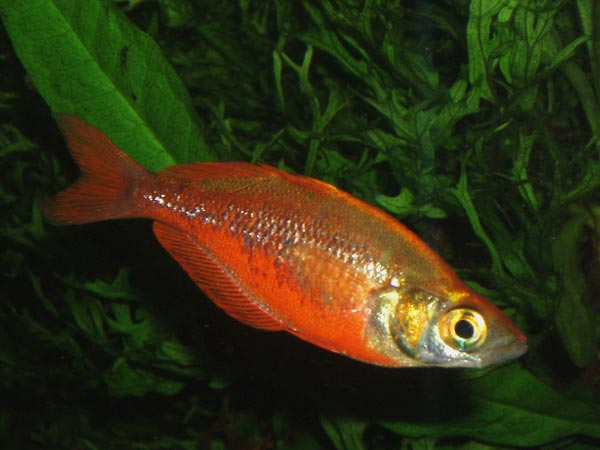
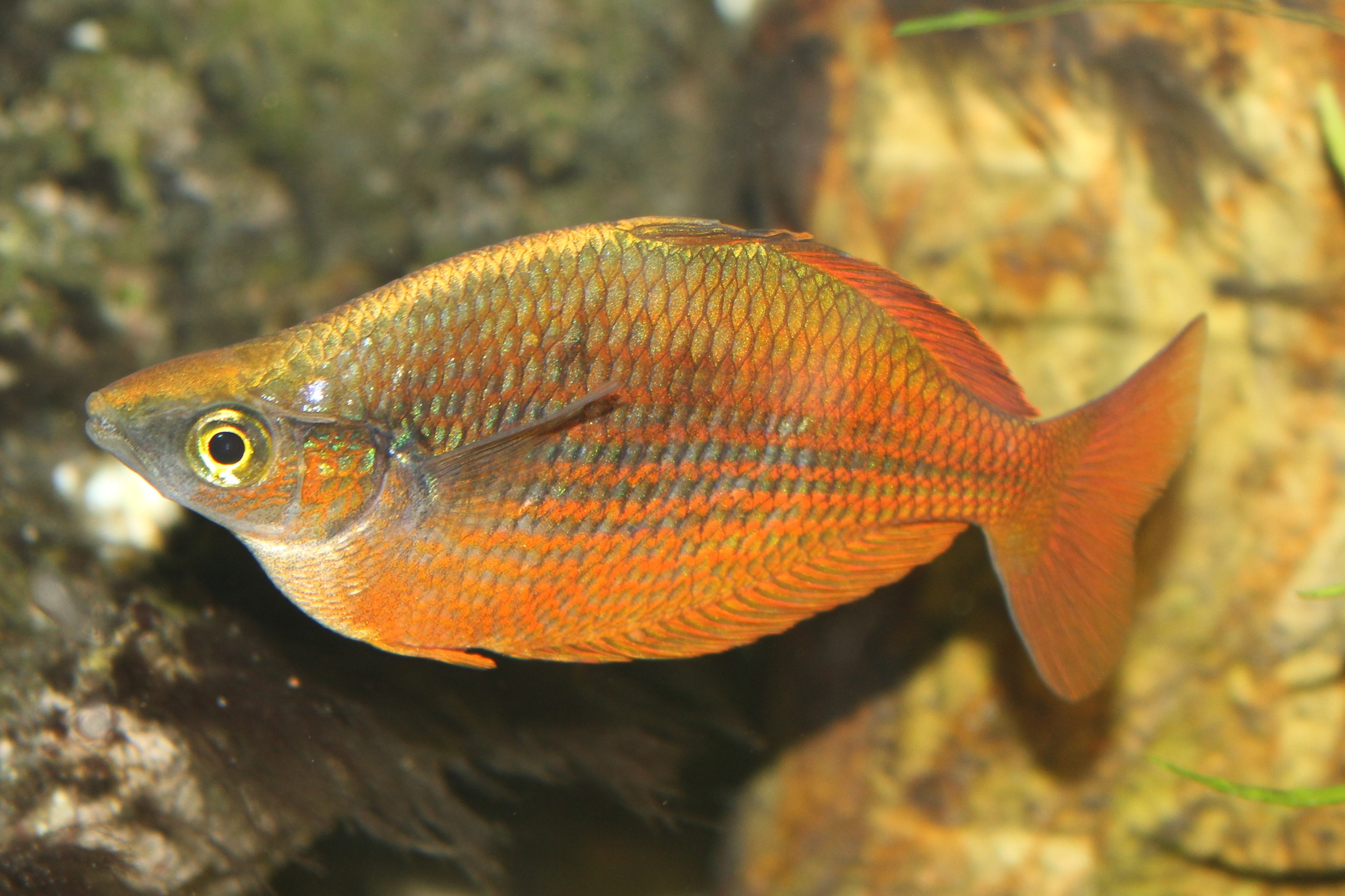
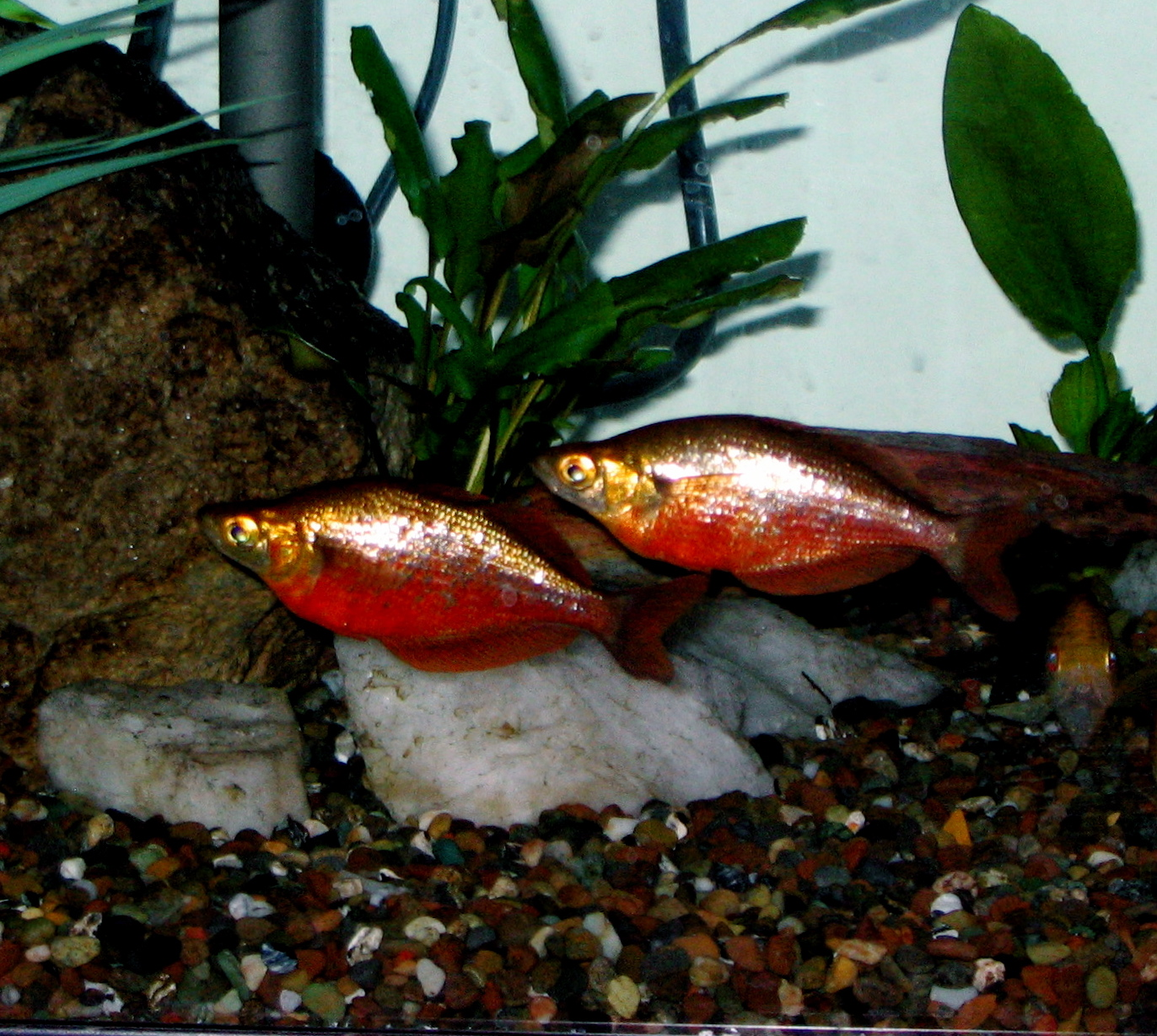

## Előfordulása
A lazacvörös kalászhal előfordulási területe Indonézia. Az Irian Jayában levő Sentani tó endemikus hala. Ez a tó körülbelül 75 méteres tengerszint feletti magasságban található.

## Megjelenése
A hím legfeljebb 12 centiméteres, míg a nőstény csak 10 centiméter hosszú. 9 centiméteresen felnőttnek számít. A hátúszóján 6-7 tüske és 9-10 sugár van, míg a farok alatti úszóján 1 tüske és 18-20 sugár látható.

## Életmódja
Trópusi és édesvízi halfaj, amely a 29-30 Celsius-fokos vízhőmérsékletet és a 7,6-8,2 pH értékű vizet kedveli.

## Felhasználása
A lazacvörös kalászhalnak ipari mértékű kereskedelme van. A tartásához legalább 100 centiméter hosszú akvárium kell. Mivel rajhal, az akváriumban jobb ha öt vagy több példány van.